# Mesochorus bellus
Mesochorus bellus là một loài tò vò trong họ Ichneumonidae.